# 마크 크리스토퍼 로런스
마크 크리스토퍼 로런스(Mark Christopher Lawrence, 1964년 5월 22일 ~ )는 미국의 배우이다.

## 출연 작품
- 광대 케인 (2017)
- 매니페스트 (2017)
- 콘플릭트 오브 인터레스트 (2015)
- 서든 데쓰 (2010)
- 스피드-데이팅 (2010)
- H2: 어느 살인마의 가족 이야기 (2009)
- 척 (2007)
- 행복을 찾아서 (2006)
- 페어 게임 (2005)
- 달려라, 타이코 (2005)
- 아일랜드 (2005)
- 타이거 크루즈 (2004)
- 크리스마스 건너뛰기 (2004)
- 가필드 (2004)
- 케이 팩스 (2001)
- 혹성 탈출 (2001)
- 센스리스 (1998)
- 크림슨 타이드 (1995)
- 12시 01분 (1993)
- 터미네이터 2:오리지널 (1991)
- 사인필드 (1990)
- 캐디쉑 2 (1988)